# 千石好郎
千石 好郎（せんごく よしろう、1936年11月21日 - 2019年10月 ）は、日本の社会学者、松山大学名誉教授。

## 略歴
鹿児島県生まれ。1961年九州大学文学部社会学科卒、1966年同大学院博士課程満期退学。1966年鹿児島女子短期大学講師、1968年西日本工業大学講師、1970年熊本商科大学助教授、1977年教授、1978年松山商科大学教授となる。1986年松山大学(校名変更)人文学部長、1995年同総合研究所所長。2010年定年、名誉教授となる。マルクス主義の立場から研究した。

## 著書
- 『社会体制論の模索 パラダイム革新への助走』(松山大学研究叢書）晃洋書房 1997
- 『「近代」との対決 社会学的思考の展開』法律文化社 1999
- 『近代の〈逸脱〉 マルクス主義の総括とパラダイム転換』 (松山大学研究叢書) 法律文化社 2007
- 『マルクス主義の解縛 「正統的な科学」を求めて』 (松山大学研究叢書) ロゴス 2009

### 編著
- 『社会学 現代と人間』編著, 加藤博史[ほか]共著 建帛社 1989
- 『モダンとポストモダン 現代社会学からの接近』編 法律文化社 1994

### 翻訳
- セイモア・M.リプセット『革命と反革命 歴史の断絶と連続性を考察した《国際比較研究》』鈴木広,篠原隆弘共訳 サイマル出版会 1972

## 論文
- ＜千石好郎